# Калузький музей образотворчих мистецтв
Калузький музей образотворчих мистецтв (рос. Калужский музей изобразительных искусств) — художній музей у місті Калуга (Росія). Заснований 1917 року. Головна будівля музею є об'єктом культурної спадщини народів Росії федерального значення.

## Історія
Початок колекції музею поклали твори з приватного зібрання уродженця Калуги, лікаря Никанора Івановича Васильєва (1832-1917). Музей відкритий 12 червня 1918 в його будинку (нинішня адреса: Дзержинського, 81).
1924 року художній музей поряд з іншими калузький музеями був перетворений у відділ Калузького об'єднаного музею.
У 1921-1935 рр. завідувачем музею був Всеволод Миколайович Левандовський (1884-1935), талановитий художник, випускник Імператорської Академії мистецтв. Врятовані Левандовським художні цінності з садиб Калузької губернії збагатили збірки обласних краєзнавчого та художнього музеїв. 1926 року при його участі при музеї було організовано філію Асоціації художників революційної Росії (АХРР), влаштовувалися регулярні виставки калузький художників, працювала ізостудія.
У 1937-1960 рр. музей очолював М. М. Днепровський, перший в історії музею мистецтвознавець.
1939 року художній відділ був знову перетворений в Калузький міський художній музей і переданий у систему Комітету в справах мистецтв.
Під час Другої світової війни при окупації Калуги колекції музею були підготовлені до відправки в Німеччину. Значна кількість творів була втрачена, проте повністю вивезти колекції німці не встигли. Співробітникові музею Н. М. Маслову вдалося заховати ящики з творами мистецтва, зберігши таким чином частину колекції. Деякі предмети були виявлені і повернені в музей у новітній час.
Осінню 1944 року музей знову відкрився для відвідувачів. Фонди почали поповнюватися новими експонатами. З 1944 року музей носив назву «Калузький обласний художній музей».
1969 року музею був переданий головний будинок міської садиби Білібіних-Чістоклетових. З 1989 по 1997 рік у приміщенні музею проводилася реставрація. 26 червня 1997 року музей відкрив для відвідувачів оновлену експозицію.
17 липня 2014 року, при злитті з обласною картинною галереєю «Образ», музей отримав нинішню назву.

## Колекція
Основою збірок музею стали предмети з колекції Н. І. Васильєва, заповідані їм місту 1905 року: 77 картин, 11 скульптурних робіт і 3 предмети з порцеляни. 1919 року, через рік після відкриття музею, кількість експонатів збільшилася в кілька разів за рахунок художніх цінностей, вивезених з садиб Таруського, Мещовського, Козельського повітів Калузької губернії. Найбільш значною за якісним і кількісним складом була колекція князів Горчакових з маєтку Барятіно Таруського повіту («Мадонна з щогльонком» невідомого італійського художника кінця XV — початку XVI століть, «Вівці» Б. П. Оммеганка, «Фрукти» А. ван Беєрена, унікальні збірки гравюр і малюнків). З маєтку Делянових Железники надійшли фамільні портрети пензля І. Б. Лампі і серія пастельних портретів К. В. Барда, з маєтку Степанівське (Павлищев Бор) походить чудове зібрання творів М. О. Ярошенка.
Подальше розширення колекції здійснювалося за допомогою передачі предметів з Ермітажу, Третьяковської галереї, Державного музейного фонду, від приватних осіб. У збірки увійшли твори, передані через Міністерства культури СРСР і РРФСР, а також закупівлі на обласних і персональних виставках.
Загалом музей зберігає більше 10 000 творів живопису, графіки, скульптури та декоративно-ужиткового мистецтва, з яких понад 200 представлені в постійній експозиції.

## Філії
- Таруська картинна галерея
- Ульяновська картинна галерея
- Мосальська картинна галерея
- Хвастовічська картинна галерея

## Галерея

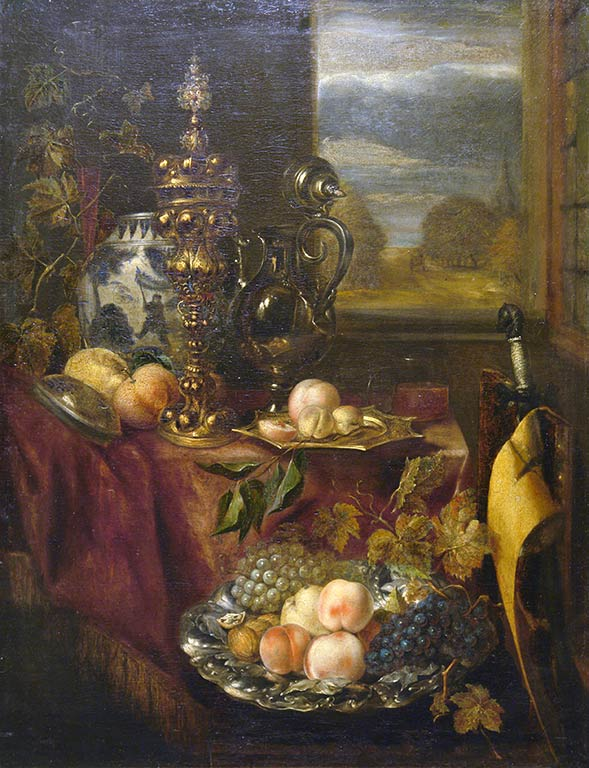
Абрагам ван Беєрен. «Фрукти» (XVII ст.)
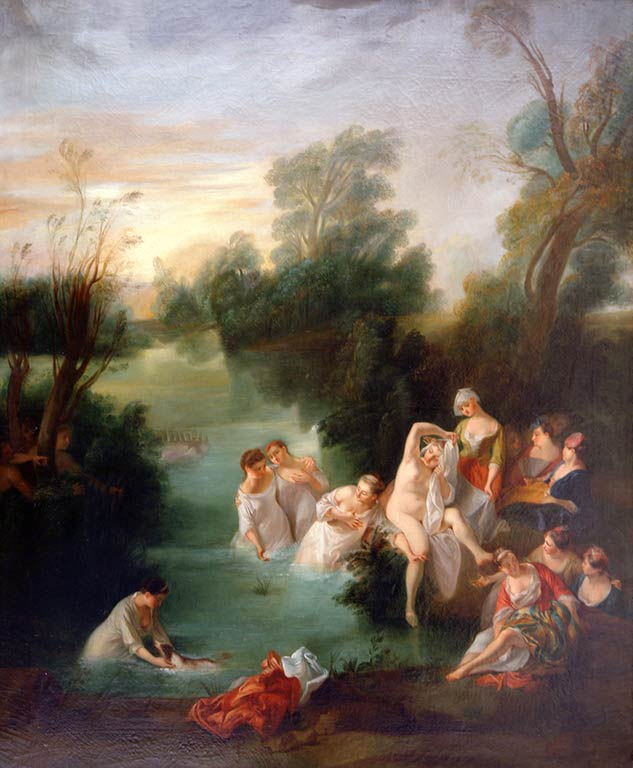
Ніколя Ланкре. «Літо» (XVIII ст.)
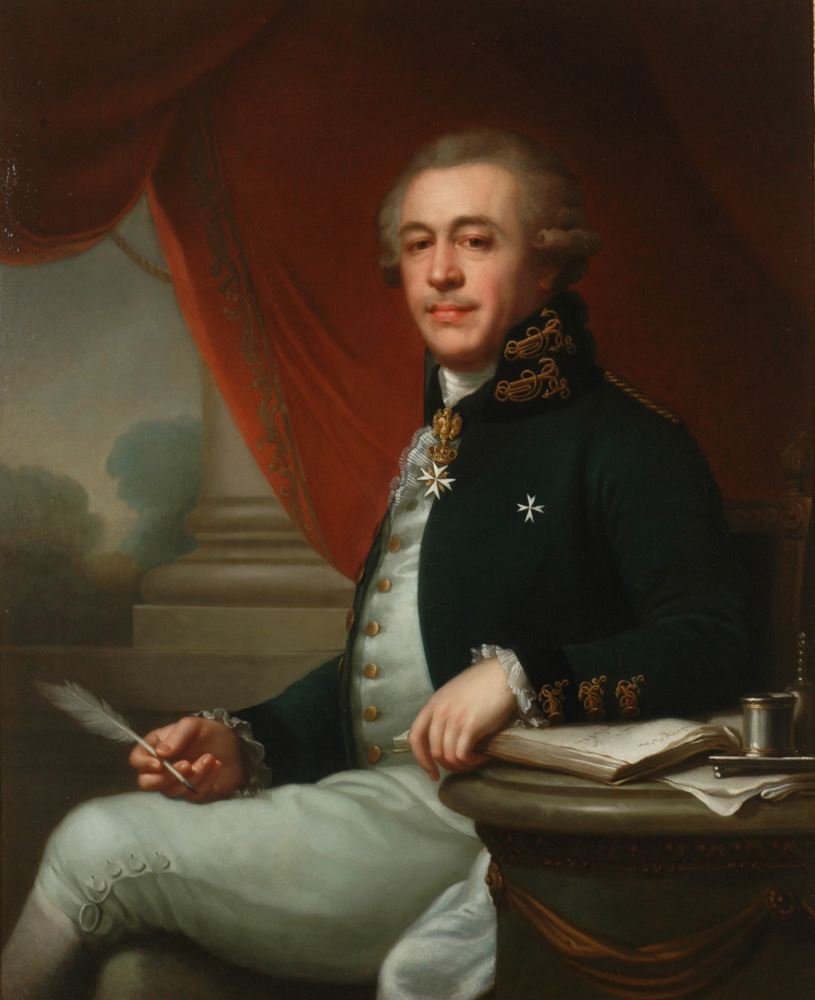
Йоганн Баптист Лампі старший. Портрет Івана Лазаревича Лазарева (1790)
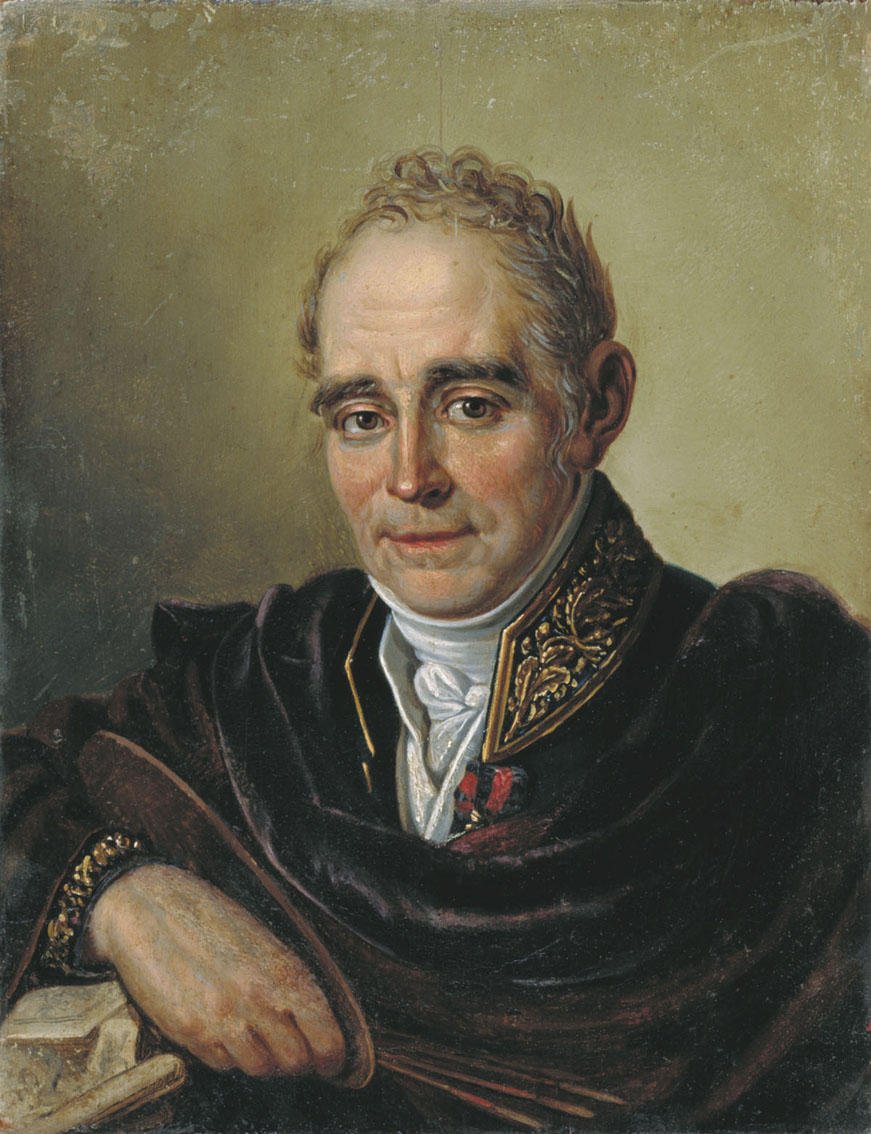
Іван Бугаєвський-Благодарний. Портрет художника Володимира Боровиковського (1824)
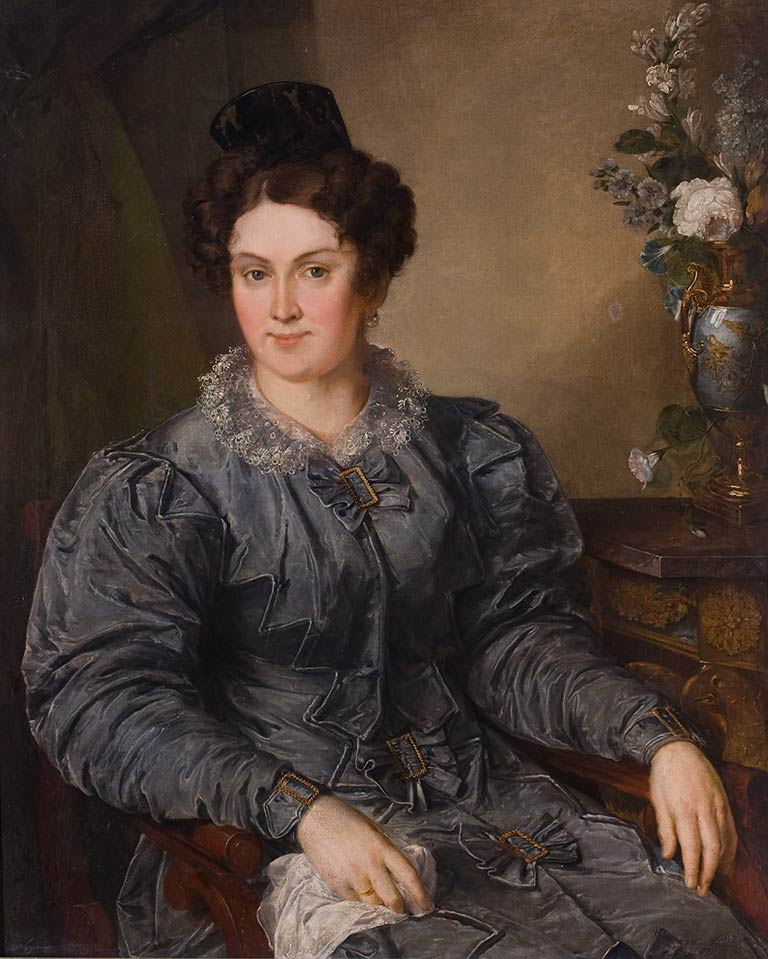
Василь Тропінін. Портрет В. А. Мєшкової (1832)
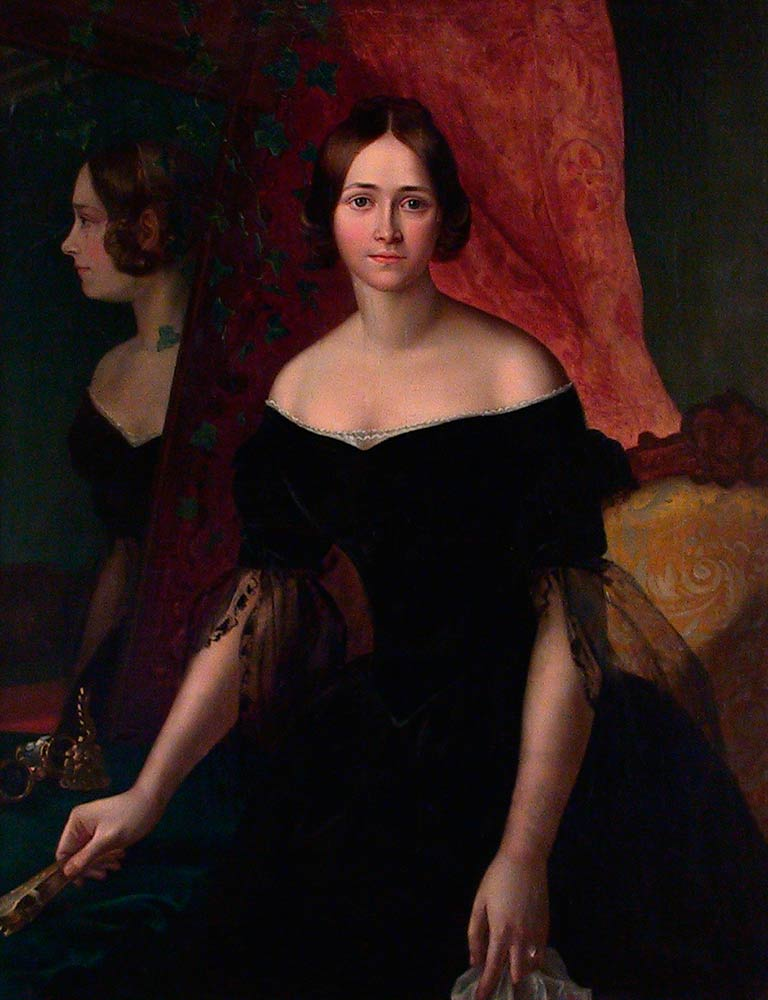
Аполлон Мокрицький. Жіночий портрет (1841)
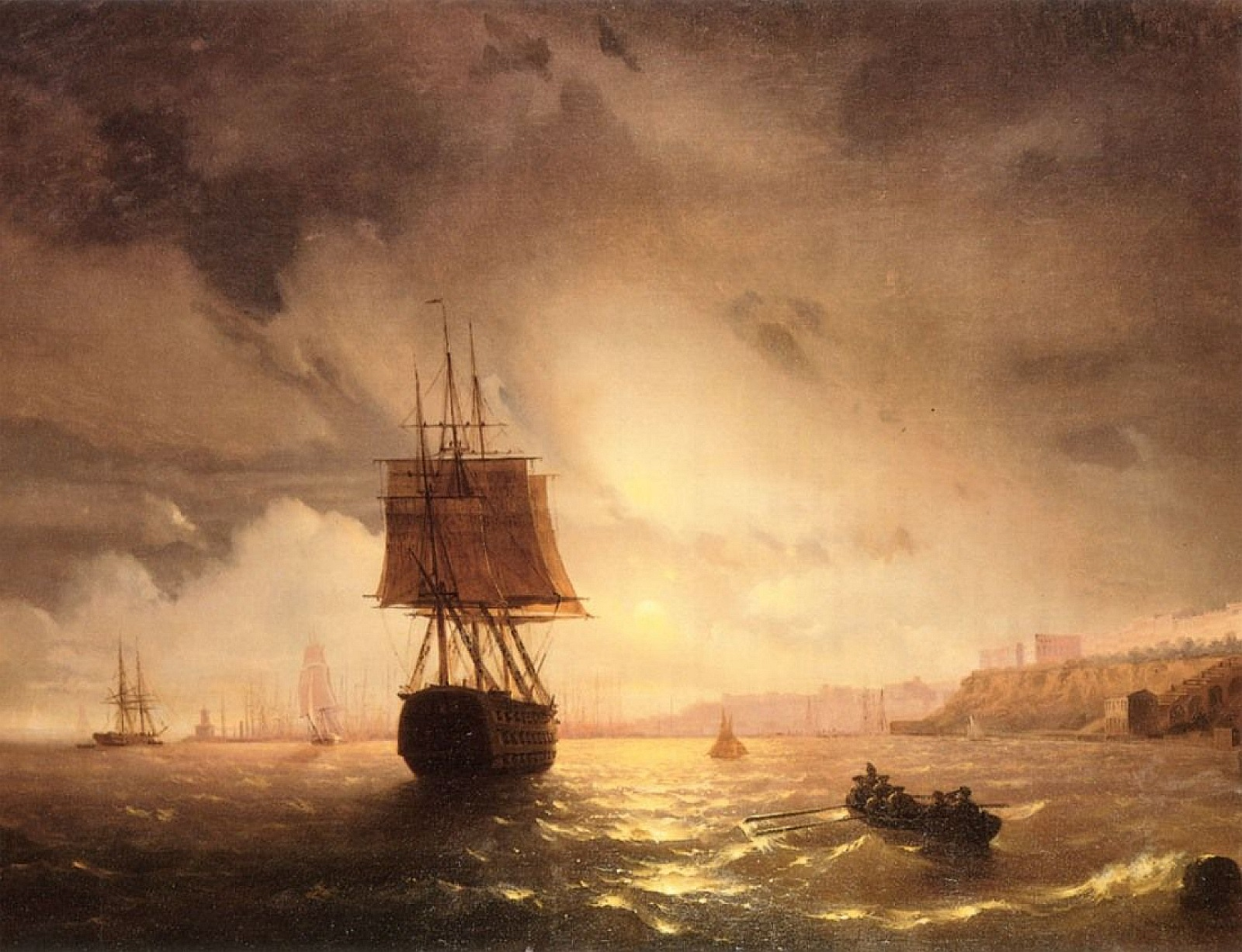
Іван Айвазовський. «Одеський порт на Чорному морі» (1852)
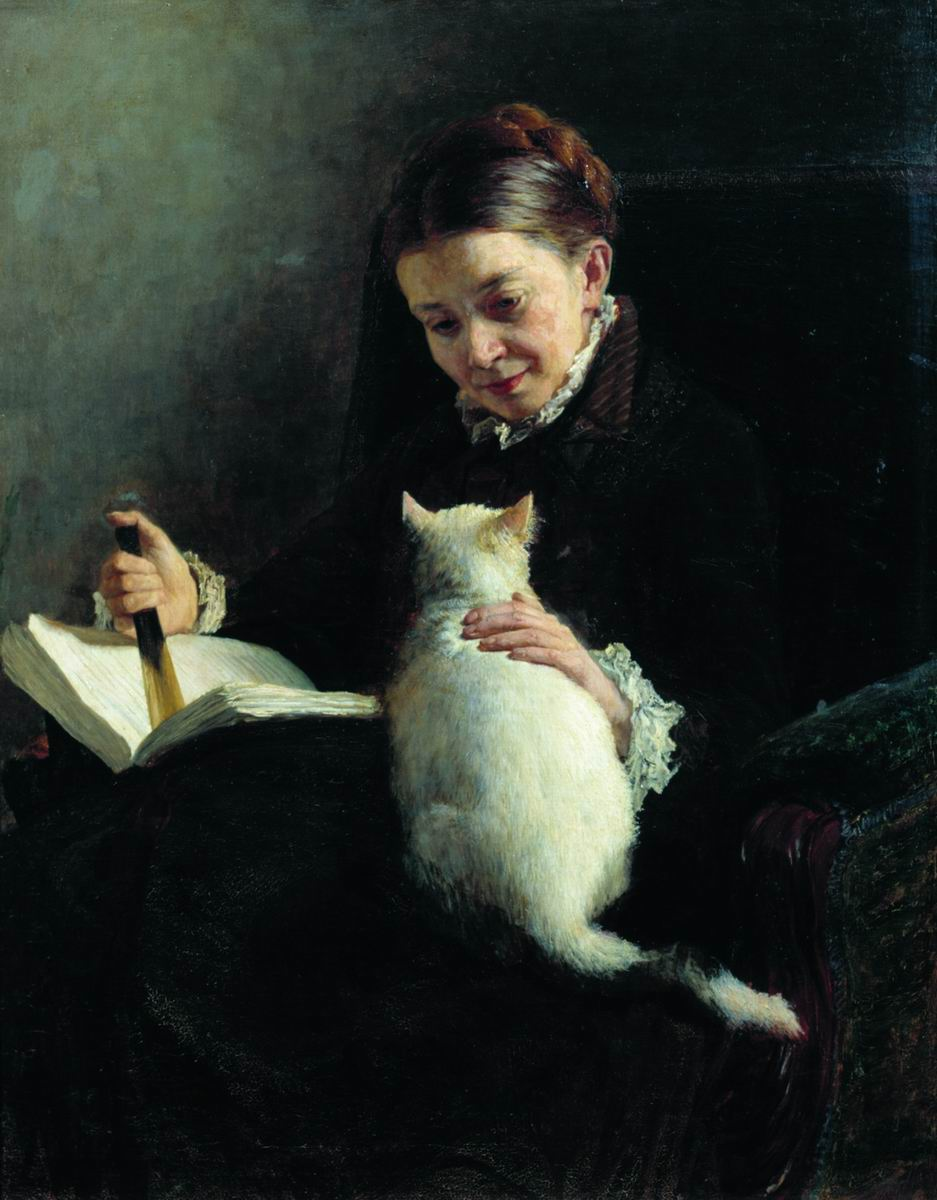
Микола Ярошенко. Портрет Єлизавети Платонівни Ярошенко (1880)
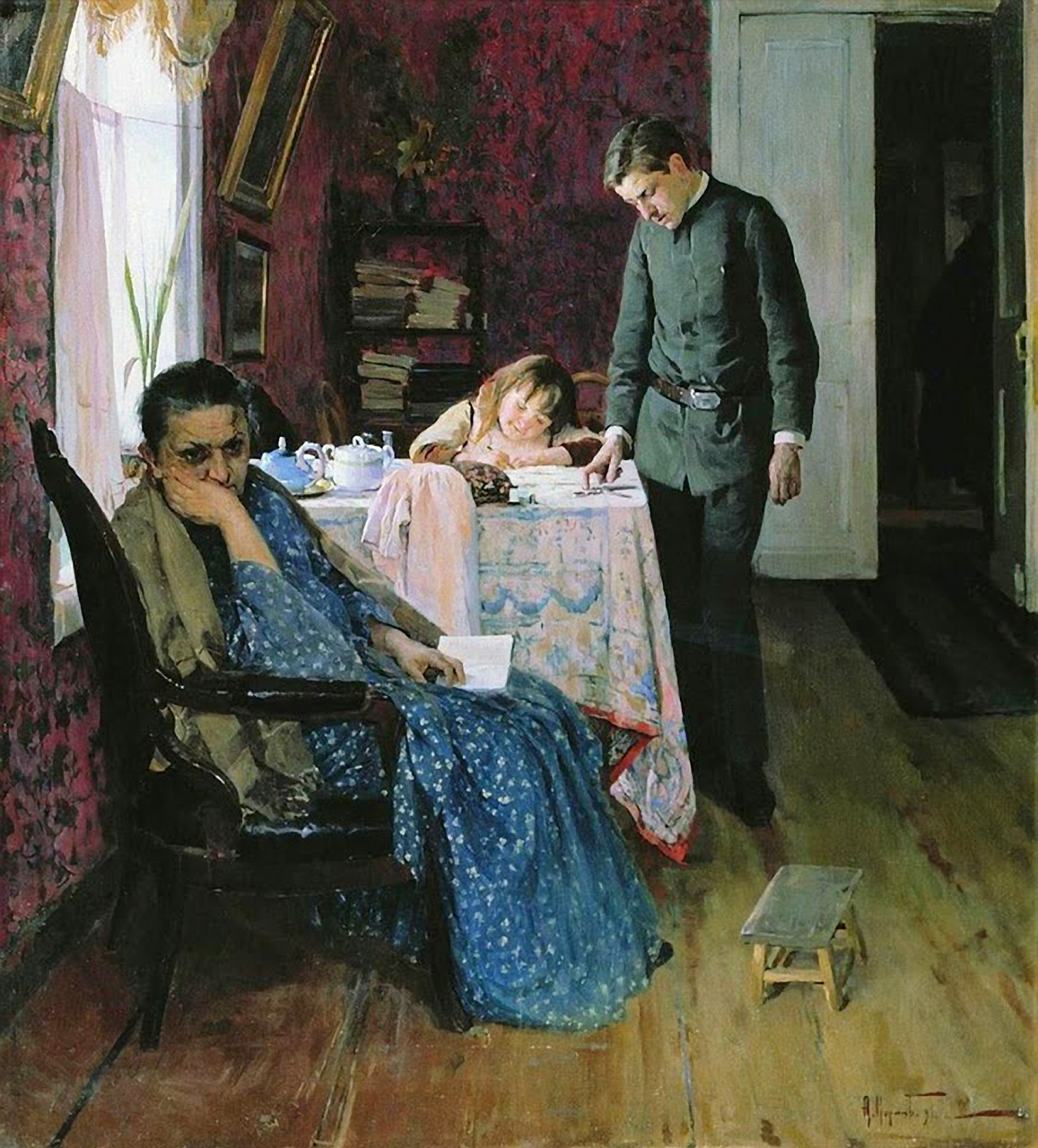
Олексій Корін. «Знову провалився» (1891)
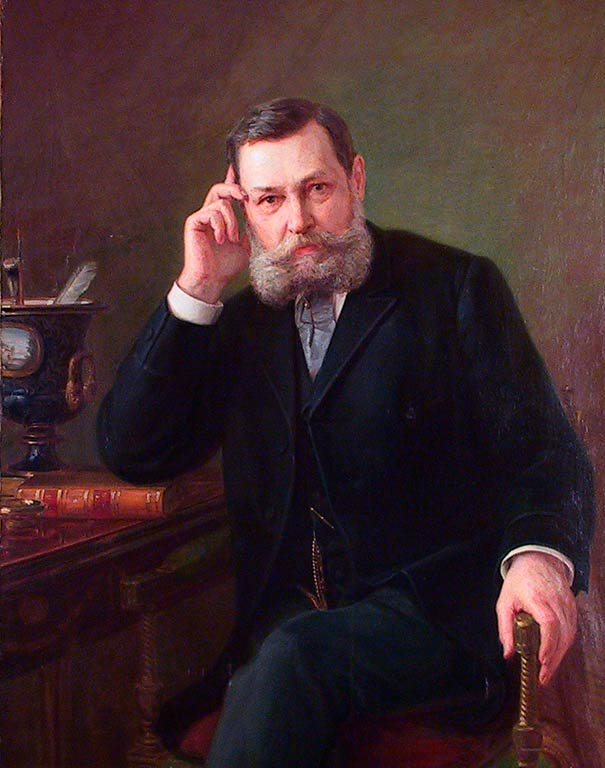
Андрій Карелін. Портрет калузького лікаря і колекціонера Никанора Івановича Васильєва (1894)
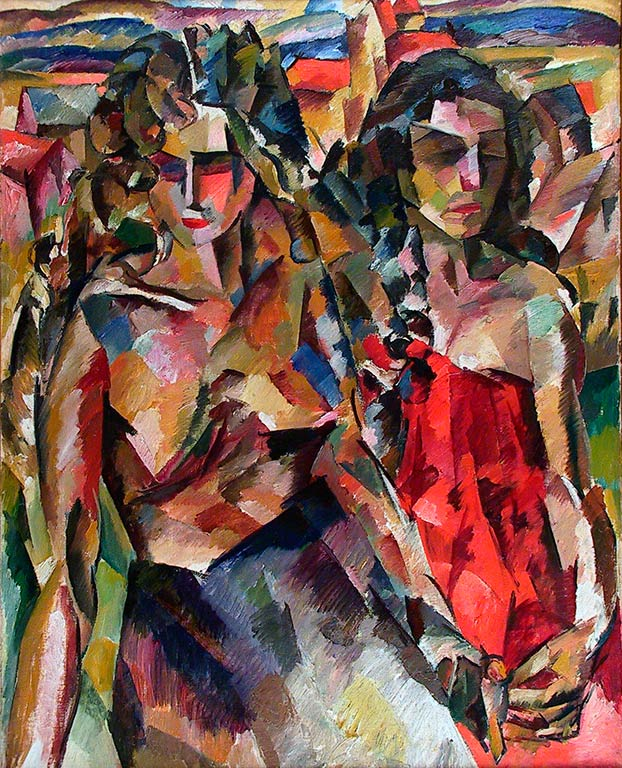
Аристарх Лентулов. «Дві жінки» (1919)